# Michaël Hernmarck
Michaël Hernmarck, född 18 mars 1918 i Djursholm, död 13 mars 2001, var en svensk advokat, specialiserad inom fastighetsrätt och expert på expropriationsrätt.
Michaël Hernmarck tog studentexamen vid Sigtuna humanistiska läroverk 1936, utbildade sig till reservofficer och blev jur.kand. vid Uppsala universitet 1942. Han var biträdande jurist och delägare i Sundberg & Jägerskiöld juridiska byrå 1942–1951 och samtidigt notarie i Konstitutionsutskottet 1945–1948. Han var expert expropriationsutredningen 1961–1970 och i jordabalksutredningen 1962–1963. Hernmarck blev ledamot av Sveriges advokatsamfund 1951, var delägare i Nils Setterwalls advokatbyrå 1951–1973 och drev egen advokatverksamhet 1974–1995. Han blev jur.lic. vid Stockholms universitet 1964 och jur.dr 1967 då han disputerade på avhandlingen Löseskilling vid expropriation för tätbebyggelse.
Michaël Hernmarck var ombud i målet Sporrong och Lönnroth mot Sverige, där Sverige fälldes i Europadomstolen i Strasbourg 1982.